# Sarcochilus
Sarcochilus – rodzaj roślin z rodziny storczykowatych (Orchidaceae). Obejmuje 23 gatunki. Występują we wschodniej Australii (w stanach Queensland, Nowa Południowa Walia, Wiktoria), na Tasmanii, w Nowej Kaledonii oraz Nowej Gwinei. Większość gatunków rośnie w lasach deszczowych i wilgotnych lasach podzwrotnikowych jako epifity lub rzadziej jako litofity. 
Rodzaj ten jest powszechnie uprawiany, głównie w Australii. Mieszańce międzygatunkowe są często wykorzystywane w międzynarodowym handlu roślinami doniczkowymi i na wystawach. Długie grona S. hartmannii kwitnącej na biało i S. fitzgeraldii kwitnącej na różowo-czerwono oraz ich hybrydy są używane we florystyce.

## Systematyka
Rodzaj sklasyfikowany do podplemienia Aeridinae w plemieniu Vandeae, podrodzina epidendronowe (Epidendroideae), rodzina storczykowate (Orchidaceae), rząd szparagowce (Asparagales) w obrębie roślin jednoliściennych.
Wykaz gatunków
- Sarcochilus argochilus D.L.Jones & M.A.Clem.
- Sarcochilus australis (Lindl.) Rchb.f.
- Sarcochilus borealis (Nicholls) M.A.Clem. & D.L.Jones
- Sarcochilus ceciliae F.Muell.
- Sarcochilus chrysanthus Schltr.
- Sarcochilus dilatatus F.Muell.
- Sarcochilus falcatus R.Br.
- Sarcochilus fitzgeraldii F.Muell.
- Sarcochilus gildasii N.Hallé
- Sarcochilus hartmannii F.Muell.
- Sarcochilus hillii (F.Muell.) F.Muell.
- Sarcochilus hirticalcar (Dockrill) M.A.Clem. & B.J.Wallace
- Sarcochilus iboensis Schltr.
- Sarcochilus koghiensis Schltr.
- Sarcochilus odoratus Schltr.
- Sarcochilus parviflorus Lindl.
- Sarcochilus rarus Schltr.
- Sarcochilus serrulatus D.L.Jones
- Sarcochilus spathulatus R.S.Rogers
- Sarcochilus thycola (N.Hallé) M.A.Clem., D.L.Jones & D.P.Banks
- Sarcochilus tricalliatus (Rupp) Rupp
- Sarcochilus uniflorus Schltr.
- Sarcochilus weinthalii F.M.Bailey